# IC 1155
IC 1155 је спирална галаксија у сазвјежђу Змија која се налази на листи објеката дубоког неба у Индекс каталогу.
Деклинација објекта је + 15° 41' 9" а ректасцензија 16h 0m 35,7s. Привидна величина (магнитуда) објекта IC 1155 износи 14,3 а фотографска магнитуда 15,1. Налази се на удаљености од 117,457 милиона парсека од Сунца. IC 1155 је још познат и под ознакама MCG 3-41-23, CGCG 108-42, KUG 1558+158, IRAS 15582+1549, PGC 56648.